# Carlos Skalicka
Carlos Skalicka (en checo: Karel Skalička; Praga, 1 de noviembre de 1896 – 30 de diciembre de 1979, Buenos Aires) fue un abogado, militar y ajedrecista checo, nacionalizado argentino. 

## Biografía
Fue combatiente en la Primera Guerra Mundial, luego se graduó de abogado en la Universidad Carolina de Praga. Fue uno de los fundadores de la FIDE. En 1923 ganó la medalla de oro, por equipos, para Checoslovaquia, en la I Olimpiada oficiosa de ajedrez, celebrada en París.
Skalicka jugó para Checoeslovaquia (Bohemia y Moravia en 1939) en tres olimpíadas de ajedrez.